# Сергеј Лавров
Сергеј Викторович Лавров (рус. Сергей Викторович Лавров; Москва, 21. март 1950) јесте руски дипломата и политичар. Он је тренутни министар иностраних послова Руске Федерације.
Сергеј Лавров је завршио Московски државни институт за међународне односе 1972. године. Послат је као совјетски дипломата у Шри Ланку, где је радио до 1976. године. Вратио се у Москву да би радио у седишту Министарства иностраних послова Русије.
Године 1981. послат је у својству вишег посматрача совјетске мисије у седиште Организације уједињених нација где је радио до 1988. године. За Министарство иностраних послова је радио до 1994. када је поново отишао у Њујорк, овога пута као амбасадор при Организацији уједињених нација.
Дана 9. марта 2004. године, председник Владимир Путин именовао је Лаврова за министра иностраних послова уместо дотадашњег министра Игора Иванова.

## Биографија
Отац му је био Јерменин из Тбилисија, а мајка Рускиња. Међутим, сам Лавров се увек изјашњавао као Рус.
После средње школе уписао се на Московски државни универзитет међународних односа (МГИМО), где је студирао на одсеку за међународне односе Истока. Поред сингалског (језика становника Шри Ланке), који је изучавао на том смеру, Лавров говори и енглески и француски језик. По завршетку студија 1972. радио је као приправник у амбасади Совјетског Савеза у Шри Ланки.
Затим је од 1976. до 1981. радио у Управи међународних организација Министарства спољних послова Совјетског Савеза, да би након тога у периоду између 1981. и 1989. био први секретар, саветник и виши саветник у Сталној мисији Совјетског Савеза при УН. Од 1988. до 1991. био је заменик начелника Управе за међународне економске односе МСП РФ, а од 1990. до 1993. био је директор Департмана за међународне организације и глобалне проблеме МСП РФ.
Године 1992, Лавров је постављен за заменика министра спољних послова РФ (у то време је Андреј Козирјев био министар), а две године касније одлази у Њујорк као стални представник РФ у УН. Од тада почиње врло важан период у његовој каријери. Током година проведених у Савету безбедности УН Лавров се врло детаљно упознао са свим већим међународним проблемима: учествовао је на састанцима везаним за сукобе у бившој Југославији, у Ираку, на Блиском истоку, у Авганистану и на онима усмереним на борбу против тероризма.
О могућем именовању Лаврова на место министра спољних послова по први пут се говорило у децембру 1995. када се повукао Андреј Козирјев. Међутим, тада је министар спољних послова РФ постао Јевгениј Примаков, којег је 1998. наследио Игор Иванов. Да би Лавров на то место дошао тек 2004.
Током дугог низа година Лавров је морао да решава многе проблеме, међу којима су и расправе са САД око противракетне одбране и демократије у Русији; затим потписивање додатног споразума везаног за најдужу границу на свету, руско-кинеску; преговори са Јапаном да се потпише мировни споразум и тиме стави тачка на територијални спор; решавање „нуклеарног питања“ Ирана; напори да цео свет схвати оправданост руске војне операције против Грузије, која је претила да прерасте у озбиљан сукоб са САД; и наравно преговори ради нормализације стања на Кавказу. Настојао је свакако и да учврсти положај Русије на Блиском истоку, што су додатно отежавале арапске револуције и оружани сукоби у Либији и Сирији.
Лавров је познат по свом одлучном карактеру, томе у прилог говори и чињеница да га неки зову „Министар Њет“.
Лавров говори руски, енглески, француски и синхала језик који је научио у Шри Ланки. Свира гитару, пише поезију и сплавари.